# Prince of Persia (serie)
Prince of Persia è una serie di videogiochi creata da Jordan Mechner nel 1989 e prodotta inizialmente da Brøderbund. Dopo il 1999, i successivi titoli della serie furono sviluppati da Ubisoft.

## Trilogia classica

### Prince of Persia
Primo capitolo della serie, intitolato semplicemente Prince of Persia, sviluppato da Jordan Mechner e prodotto da Brøderbund. La trama è ambientata in Persia dove Jaffar, il visir del sultano, tenta di impossessarsi del trono e sposare la principessa, dandole un'ora di tempo per decidere se accettare o morire. Il protagonista, vero amore della principessa, viene imprigionato ma alla fine riesce a fuggire e qui inizia la sua lunga corsa per salvare la principessa dal visir. Durante il viaggio s'imbatte in uno specchio magico che si rompe liberando così la sua Ombra, uno spirito malefico che rappresenta l'incarnazione del lato malvagio del protagonista. Il principe affronta le trappole e gli uomini del visir, affronta l'Ombra con la quale poi si fonde in quanto le loro vite sono indissolubilmente legate una dall'altra, e alla fine riesce a battere il Visir. È stato pubblicato per molte piattaforme, tra cui Amiga, Apple II, Apple Macintosh, MS-DOS, Nintendo Entertainment System, Game Boy, un remake con grafica migliorata e nuovi livelli su Super Nintendo e Sega Mega Drive e un rifacimento sviluppato da Gameloft e pubblicato da Ubisoft con il titolo Prince of Persia Classic per Xbox 360, iOS e Android. La partita non può essere salvata, e dev'essere conclusa in un'ora di tempo. Il gioco è stato considerato all'epoca rivoluzionario per il suo gameplay innovativo.

### Prince of Persia 2: The Shadow and the Flame
Secondo capitolo della serie, sviluppato e pubblicato da Brøderbund. Il giovane principe che ha salvato la principessa le chiede di sposarla, ma il visir è riuscito a evadere (si scopre in seguito per merito di una strega) e progetta di vendicarsi del principe, così con la sua magia assume le sue sembianze spacciandosi per lui e fa accusare il vero principe di essere il visir. Il principe è costretto a fuggire e il visir con la sua magia lo fa naufragare su un'isola deserta, per poi assumere le sembianze del principe, maledire la principessa con un altro sortilegio, imporsi come reggente del regno e instaurarvi una dittatura. Il Principe però ottiene il potere della Fiamma, riesce a tornare a casa ed elimina definitivamente Jaffar. Il videogioco è stato distribuito l'8 dicembre 1993 per Mac OS, MS-DOS e Super Nintendo e nel 2013 un rifacimento sviluppato da Ubisoft Pune e pubblicato da Ubisoft con il titolo omonimo per iOS e Android.

### Prince of Persia 3D
Terzo e ultimo capitolo della trilogia classica. Sviluppato da Mindscape e pubblicato da Red Orb Entertainment. Dopo aver sconfitto il visir una volta per tutte, il principe e il Sultano vengono invitati al palazzo del fratello di quest'ultimo, Assan. I due si recano da esso e si scopre che Assan ha rapito suo fratello e ora intende uccidere il principe. Questo astio nei confronti del principe è dovuto perché anni prima il Sultano e suo fratello avevano stretto un patto in cui la principessa avrebbe sposato il proprio cugino, figlio di Assan. Il principe inizia così la sua avventura nel liberare il sultano e sconfiggere Assan. Il gioco fu un flop a causa dei numerosi bug ed errori presenti nel videogioco: tale insuccesso portò alla chiusura del franchise, che successivamente fu acquistato dalla Ubisoft che ricominciò la saga con una nuova storia e un nuovo protagonista. Il videogioco è stato pubblicato su Microsoft Windows nel 1999 e successivamente su console Dreamcast, con il titolo Prince of Persia: Arabian Nights e vari miglioramenti, nel 2000.

## Saga delleSabbie del Tempo

### Prince of Persia: Le sabbie del tempo
Primo capitolo della saga "Le Sabbie del Tempo". Con l'acquisizione del franchise, la Ubisoft creò una nuova storia e un nuovo protagonista. In tale versione il gioco fu reso con la grafica dell'epoca in terza persona in 3D, e anche il sistema di combattimento è stato modificato rendendolo più difficile. In questa saga, il principe è figlio del Re di Persia e durante l'assedio a una città partecipa all'assalto insieme al padre riuscendo a recuperare un'arma magica, chiamata "Pugnale del Tempo", e la "Clessidra del Tempo", che dà potere al pugnale. Per incitamento del visir Zervan, il principe utilizza il pugnale liberando il potere delle sabbie del tempo, dove la città di Azad viene decimata e gli abitanti vengono tramutati in mostri di sabbie privi di coscienza e immortali. Il principe è riuscito a salvarsi dalla distruzione venendo protetto dal pugnale, rendendosi così l'unico a poter uccidere le creature, e con il pugnale può riavvolgere il tempo di qualche minuto, cambiando il suo destino. Durante la sua avventura viene affiancato dalla principessa Farah che lo aiuterà nella sua missione. Il videogioco fu un grande successo e venne pubblicato su PlayStation 2, Xbox, GameCube, Microsoft Windows e Game Boy Advance nel 2003.
Un remake del videogioco viene annunciato durante l'evento Ubisoft Forward in data 10 settembre 2020. Il gioco include la risoluzione 4K, filtri grafici, e contenuti estetici della serie classica.
La pubblicazione fu inizialmente prevista per il 21 gennaio 2021 su PlayStation 4, Xbox One e Microsoft Windows, e poi rinviata al 18 marzo 2021 per PlayStation 5, PlayStation 4, Xbox One, Xbox Series X, Xbox Series S, Nintendo Switch e Microsoft Windows, e il progetto venne delegato al team che sviluppò la versione originale, Ubisoft Montréal. La pubblicazione di questo remake è stata rinviata a data da destinarsi.

### Battles of Prince of Persia
Spin-off della saga "Le Sabbie del Tempo" pubblicato per Nintendo DS. La trama si svolge tra Le sabbie del tempo e Spirito guerriero. Qui il principe scopre che è braccato dalla creatura demoniaca Dahaka per aver cambiato il suo destino. Mentre fugge crea accidentalmente un conflitto tra India e Persia e inoltre affronterà delle creature oscure risvegliate dal fratello di Farah che vuole vendicarsi.

### Prince of Persia: Le sabbie dimenticate
Quarto capitolo della saga, non è un vero sequel ma un midquel, ambientato durante i sette anni trascorsi tra Le sabbie del tempo e Spirito guerriero e pubblicato su Xbox 360, Playstation 3, Wii, Nintendo DS, Playstation Portable e Microsoft Windows nel 2010. La versione connessa alla serie delle Sabbie del Tempo è quella sulle piattaforme Playstation 3, Xbox 360 e PC, mentre le versioni Wii, DS e Playstation Portable si discostano notevolmente, mantenendo solo alcune similarità nell'aspetto fisico del protagonista. La versione principale, quella connessa alla saga delle Sabbie del Tempo, comincia poco tempo dopo gli eventi di Battle of Prince of Persia: qui il principe viene mandato da suo fratello Malik in Israele per imparare cosa significa essere un Re, e una volta giuntovi aiuterà il fratello ad affrontare l'esercito maledetto di Re Salomone che si è risvegliato.

### Prince of Persia: Spirito guerriero
Secondo capitolo della saga e sempre sviluppato da Ubisoft, pubblicato su PlayStation 2, Xbox, Nintendo GameCube, PlayStation Portable nel 2004. Ambientato sette anni dopo gli eventi del precedente capitolo, qui il principe è braccato da una creatura demoniaca chiamata Dahaka, il Guardiano del Tempo, che per correggere la storia ha intenzione di ucciderlo perché il Principe ha utilizzato il pugnale del tempo ad Azad diverse volte cambiando il suo destino. Per sfuggirgli, il principe decide di recarsi sull'Isola del Tempo, il luogo di creazione della clessidra e del pugnale. Qui incontra la sacerdotessa Kaileena che lo ostacolerà nel suo viaggio, salvo infine innamorarsi di lui. Grazie a un medaglione del tempo, il principe comincia a viaggiare nel tempo per cercare di impedire la creazione della clessidra, in modo che il Dahaka non possa più dargli la caccia. Tale capitolo è stato reso più cupo ma il gameplay è stato migliorato.

### Prince of Persia: I due troni
Terzo e ultimo capitolo della saga, ambientato esattamente dopo il finale del precedente capitolo. Il principe è riuscito a sconfiggere il Dahaka e a cambiare il suo destino, così torna a Babilonia insieme a Kaileena, ma qui scopre che la città è assediata dal visir Zervan. Cambiando il corso della storia ha cambiato anche gli eventi passati cancellando gli eventi del primo capitolo, e in tal modo lui non ha mai rubato il pugnale né incontrato Farah. Il principe cerca così di uccidere nuovamente Zervan, ma il visir, che ha fatto catturare Kaileena, sacrifica quest'ultima e in tal modo libera le sabbie del tempo acquisendo il loro potere e trasformando tutti nuovamente in mostri di sabbia, e stavolta pure il principe viene colpito, ma solo in parte. Dentro di lui si risveglia la sua parte malvagia chiamata "Principe Oscuro", che lo rende una creatura di sabbia con poteri sovrannaturali ma per un tempo limitato, e ogni volta che li utilizza c'è il rischio che si trasformi perennemente in una creatura di sabbia. Qui viene di nuovo affiancato da Farah per affrontare Zervan, diventato una divinità, e dovrà affrontare anche la sua parte oscura, il Principe Oscuro. È stato pubblicato su PlayStation 2, Xbox, Nintendo GameCube, PlayStation Portable nel 2005 e successivamente per Wii nel 2007.

## Saga di Ahriman

### Prince of Persia(2008)
La Ubisoft decide di fare un reboot della saga creando completamente una nuova storia e nuovi personaggi e con grafica in cel-shading. In questa saga viene accentuata la lotta infinita tra luce e oscurità. Qui il principe è un semplice vagabondo in cerca di fortuna che accidentalmente si ritrova in mezzo a un conflitto millenario. Mentre vaga nel deserto s'imbatte accidentalmente in una ragazza di nome Elika che viene inseguita da dei soldati; il principe decide di aiutarla scoprendo che lei è un Ahura, una guardiana di luce che impedisce ad Ahriman, signore dell'oscurità, di avvolgere il mondo di tenebre. Alla fine il principe deciderà di aiutare Elika nella sua impresa, ovvero sconfiggere i quattro guardiani di Ahriman e rafforzare il suo sigillo; i due esploreranno la città natale di Elika, ormai in rovina, liberandola dall'oscurità. Il gioco è stato accolto molto positivamente dal pubblico e critica, ma è stato criticato per la facilità, tanto che di fatto è impossibile morire nel gioco. È stato pubblicato su Xbox 360, Playstation 3 e Microsoft Windows nel 2008.
Prince of Persia Epilogue
Non è un vero e proprio capitolo, ma un DLC espansivo del gioco che riprende da dove si è concluso. Dopo aver resuscitato Elika e liberato Ahriman, il principe fugge insieme alla ragazza in un tempio per proteggersi dall'oscurità. Qui i due dovranno riappacificarsi per fuggire dalle grinfie del signore oscuro che li sta braccando. Alla fine i due si separeranno perché Elika ha intenzione di radunare altri guardiani come lei per sconfiggere definitivamente Ahriman.

### Prince of Persia: The Fallen King
Capitolo conclusivo della saga. Il principe ed Elika si sono separati: mentre la ragazza guida l'esercito di guardiani della luce contro Ahriman, il principe si reca nella città di New Dawn per risvegliare il potere del signore della luce: Ormazd. Qui il principe incontra un mago di nome Zal che lo aiuterà nella sua impresa. I due uniranno le forze per sconfiggere definitivamente il signore dell'oscurità e riportare la pace e la luce nel mondo. È stato pubblicato esclusivamente su Nintendo DS nel 2008.

## Reboot

### Prince of Persia: The Lost Crown
Annunciato al Summer Game Fest del 2023, gioco del genere 2.5D con trama originale, si concentra su Sargon, un giovane guerriero persiano di talento membro di un gruppo d'élite di guerrieri chiamato "gli immortali", i quali stanno esplorando il Monte Qaf, un luogo maledetto e ostile. La pubblicazione è stata pianificata al 18 gennaio 2024 per PlayStation 4, PlayStation 5, Xbox One, Xbox Serie S e X, Nintendo Switch e PC.

## Spin-off

### Prince of Persia: Harem Adventures
Spin-off della serie uscito su N-Gage e telefono cellulare e sviluppato da Gameloft nel 2003. Il principe possiede lo stesso aspetto di quello di Prince of Persia: Le sabbie del tempo, ma la trama si collega a quella della trilogia classica. Qui ci sono due tipi di trame, che hanno in comune il salvataggio delle sette mogli o delle sette figlie del Sultano, rapite da Jaffar.

### Prince of Persia: Escape
Spin-off della serie uscito il 27 settembre 2018 per dispositivi mobili IOS e Android. È un videogioco composto da diversi livelli dove è possibile personalizzare il proprio personaggio.

### Blades of Persia
Blades of Persia è un evento a tempo presente nel gioco For Honor, ed è un crossover tra i due giochi che porta la saga "Le Sabbie del Tempo" nel gioco For Honor insieme a vari nemici, oggetti, musiche ecc.

## Eredità
La saga di Assassin's Creed, realizzata da Ubisoft come Prince of Persia, ne è considerata l'erede spirituale per via di molti elementi comuni: la giocabilità, l'azione di raggiungere luoghi arrampicandosi, gli enigmi a botole o interruttori, ecc.
- Prince of Persia: Le sabbie dimenticate (2010) - Ezio Auditore è un costume sbloccabile.[6]
- Assassin's Creed Mirage (2023) - Prince of Persia è un set di costumi bonus per l'edizione deluxe.[7]

## Elementi comuni

### Le sabbie del tempo
Sono in realtà una sostanza primordiale di un colore intensamente dorato, di varia consistenza e aspetto. Nonostante appaiano innocue come la sabbia normale, nascondono in realtà un grande potere magico: grazie ad esse, infatti, è possibile alterare il corso del tempo. Non potendo essere usate dai comuni mortali, hanno però un effetto distruttivo su chi viene esposto al loro diretto contatto, trasformandolo in un orrendo mostro di sabbia a meno che non abbia con sé un oggetto magico che ne prevenga l'infezione.
Secondo la leggenda, l'imperatrice del tempo Kaileena creò le sabbie molti millenni fa in un'immensa fortezza sita sull'Isola del tempo. In origine erano contenute all'interno di una clessidra magica, che ne arginava il potere impedendo il loro libero vagare sulla terra e soprattutto l'uso improprio per alterare il corso del tempo. In realtà le sabbie non furono create direttamente dall'Imperatrice: ebbero origine quando il principe, tornato all'era della loro creazione, uccise Kaileena per sfuggire alla maledizione del Dahaka. Dal suo corpo esplosero le sabbie, che si andarono a raccogliere nella clessidra.

### Altri oggetti
Esistono inoltre degli oggetti magici capaci di interagire con le sabbie e che donano a chi li possiede l'immunità dall'infezione da esse.
- La clessidra del tempo è l'unico oggetto capace di contenere e arginare le sabbie del tempo, e può essere aperta e chiusa solo dal pugnale.
- Il pugnale del tempo, quando è pieno delle sabbie, è in grado di manipolare il tempo, riavvolgendolo oppure rallentandolo. Diventa anche un'arma potentissima grazie alla capacità di concentrare le sabbie e farle esplodere e di immobilizzare il tempo per un nemico o più. Inoltre è possibile diventare una creatura immortale trafiggendosi il cuore con il pugnale pieno di sabbia.
- Il medaglione del tempo, così come il pugnale, ha la capacità di immagazzinare Sabbia e di utilizzarla per manipolare il tempo e come arma.
- Il bastone del serpente può far vorticare le sabbie e creare una tempesta.

## Film
Nel 2010 esce nelle sale il film Prince of Persia - Le sabbie del tempo basato sull'omonimo capitolo videoludico ma con differenze rispetto al videogioco. Qui il principe ha un nome, ovvero, Dastan, ed è il figlio adottivo del sultano e possiede due fratelli maggiori. Il principe è interpretato da Jake Gyllenhaal.